# Diabelski Kamień w Stróży

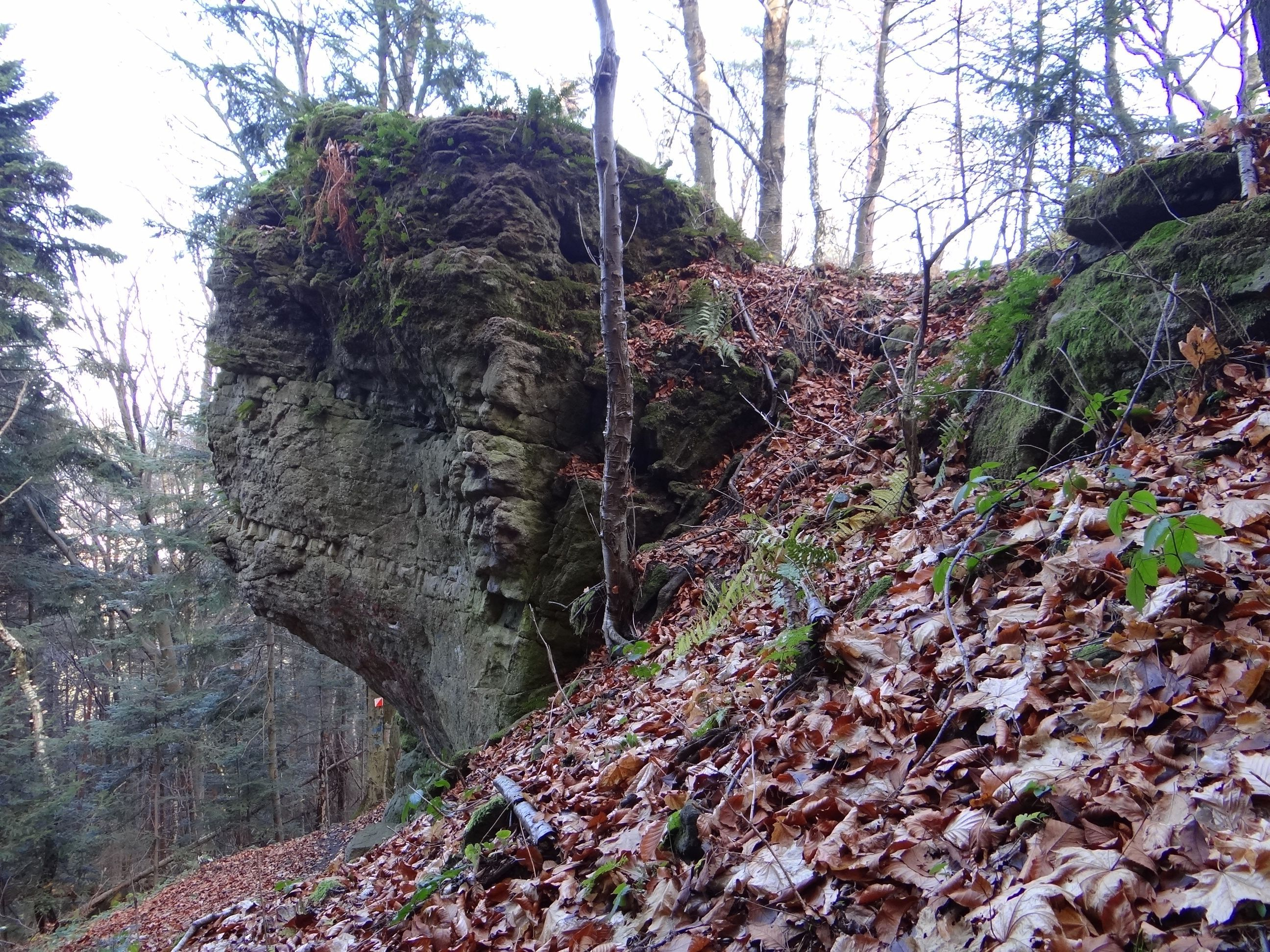
Diabelski Kamień w Stróży

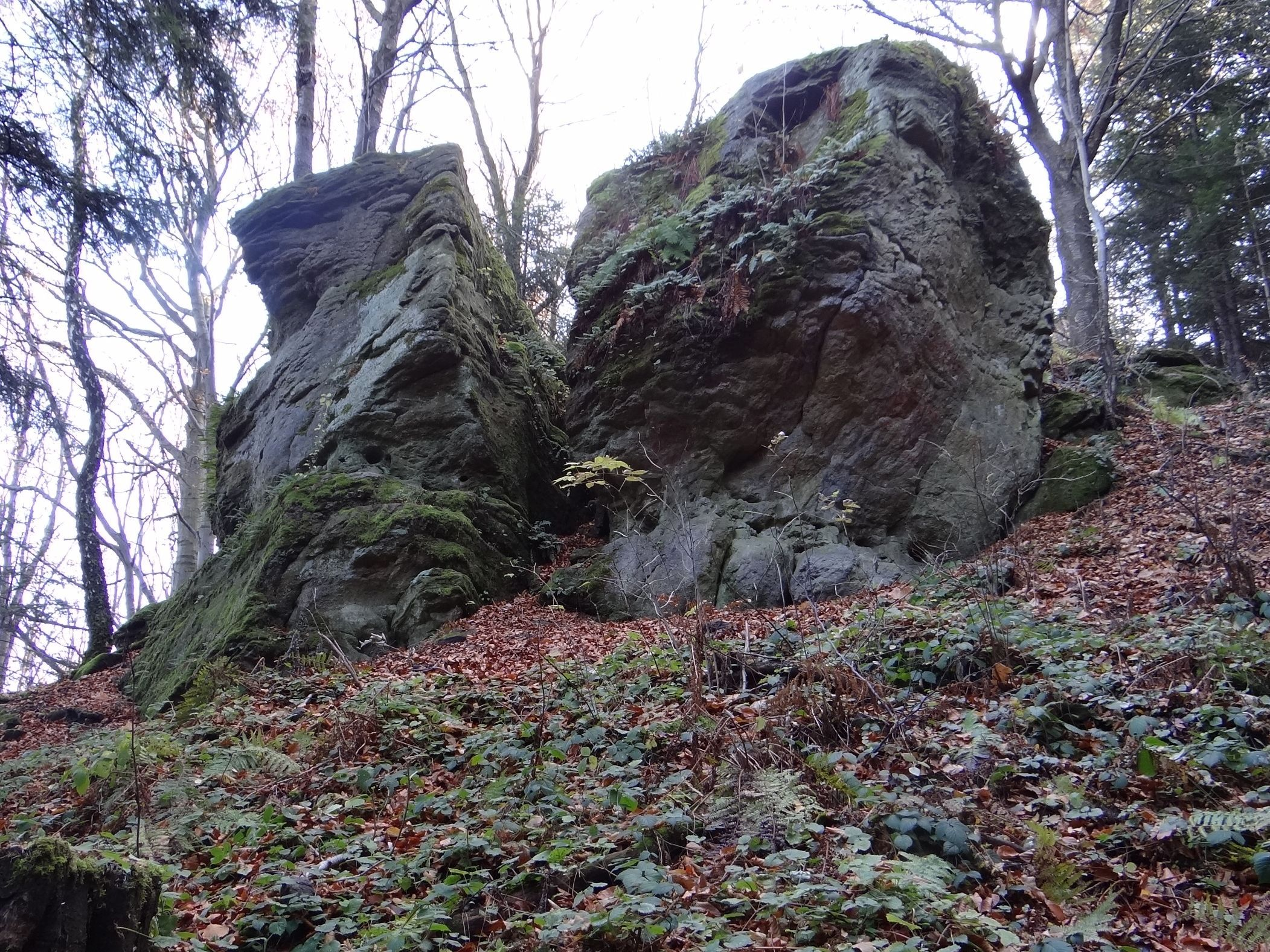

Diabelski Kamień – skalny ostaniec w miejscowości Stróża w powiecie myślenickim, w województwie małopolskim. Znajduje się w lesie na północno-wschodnich, opadających do doliny Raby stokach Kotonia w Beskidzie Makowskim. Jest to zbudowana z piaskowca magurskiego ambona o wysokości 6,5 m. Jest rozcięta pionową szczeliną o szerokości około 1 m na dwie części, część zachodnia jest silnie przewieszona. W szczelinie dobrze widoczne są ławice piaskowców oraz ich zróżnicowanie na frakcje. Skałę porasta interesująca roślinność naskalna.
Z kamieniem tym, podobnie, jak z innymi tzw. diabelskimi kamieniami związana jest legenda, którą w 1929 r. opisał Jan Szczęsny Płatkowski. Według tej legendy diabeł niósł z Tatr olbrzymi głaz, by go spuścić z dużej wysokości i zniszczyć kalwarię w Kalwarii Zebrzydowskiej. Czym jednak bliżej był celu, tym kamień stawał się cięższy. Gdy przelatywał nad Kotoniem wybiła północ, diabeł nie dał już rady utrzymać kamienia i upuścił go.
W pobliżu Diabelskiego Kamienia prowadzi żółty szlak turystyczny z Pcimia na Kotoń. Szlak prowadzi grzbietem Słowiakowej Góry – kamień nie znajduje się przy szlaku. Można do niego dojść drogą odchodzącą na północny wschód od polany przy osiedlu Figuły. Miejsce, w którym odchodzi ta droga oznakowane jest na drzewie czerwoną strzałką. Czas przejścia 2 min. Droga prowadzi obok niewielkiej polanki z widokiem na Łysinę w Paśmie Lubomira i Łysiny. Poniżej polanki droga przechodzi w ścieżkę prowadząca niskim grzbietem, w zakończeniu którego znajduje się Diabelski Kamień.

## Szlak turystyczny
Pcim – Pękalówka – Kotoń